# Земо Хеві (Абхазія)
Земо Хеві (груз. ზემო ხევი, абх. Цангура) — село в Грузії, у Гагрськом муніципалітеті Абхазії.

## Назва
У 1944 року село Цанґура було перейменоване в Самхур-Хеоба (Вірменська долина), а у 1948 році в Земо Хеві (Верхня ущелина).

## Розташування
Село розташоване у 8 км від центру муніципалітету міста Гагри, 75 км від Сухумі та за 505 км від Тбілісі.

## Історія
Село засноване вірменами які під час Геноциду вірмен переселилися в Абхазію з міста Самсун у 1915 році.
У селі діє вірменська початкова школа.

## Населення
За даними перепису 1959 року в селі Земо Хеві мешкало 297 осіб, в основному вірмени. У 1989 році в селі мешкало 262 особи.

## Економіка
Мешканці села займаються садівництвом, вирощування цитрусових культур і тютюну.